# Neuroleptoanalgesia
La neuroleptoanalgesia è una forma di sedazione con cui si può assicurare una buona analgesia, riducendo la vigilanza e il contatto con l'ambiente circostante, ma non abolendo lo stato di coscienza.  
Può essere utilizzata per piccoli interventi, come ad esempio in oculistica oppure durante procedure endoscopiche. 
Prevede l'utilizzo di due classi di farmaci: un neurolettico (droperidolo) e un oppioide (solitamente fentanyl). L'aggiunta del protossido d'azoto, somministrato a percentuali ipnotiche nell'inspirato, produrrà una completa perdita della coscienza; si parlerà allora di neuroleptoanestesia. 